# Constituição da Sérvia de 1835

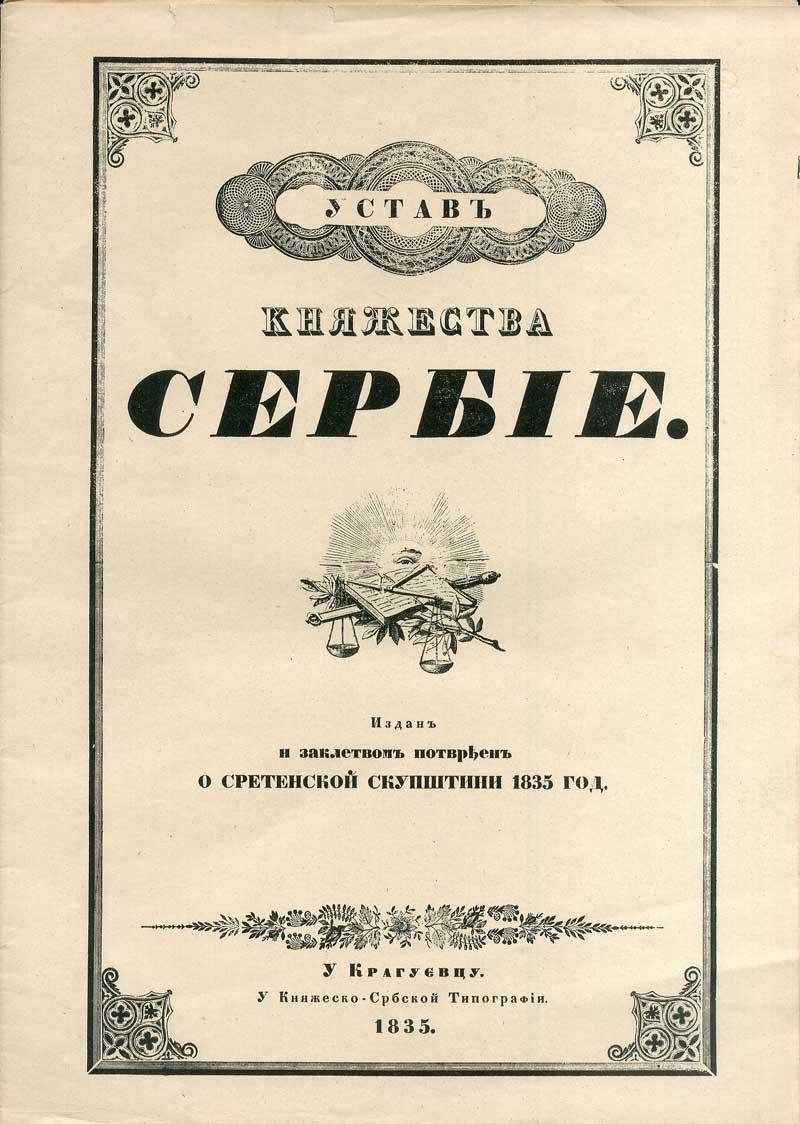
Página inicial da Sretnje Constitution

A Constituição do Principado da Sérvia (Eslavônico-servo: Уставъ Княжества Сербїе), conhecida como Constituição de Sretenje ("Candlemas Constitution"), foi a primeira constituição do Principado da Sérvia, adotada em Kragujevac em 1835. A Constituição foi redigida por Dimitrije Davidović. Ela dividia o poder em ramos legislativo, executivo e judiciário, o que ainda hoje é considerado o padrão de democracia e constitucionalidade.
O governo consistia do príncipe, do Conselho de Estado e da Assembleia Nacional. A constituição estipulava que o príncipe e o Conselho de Estado compartilhassem o poder executivo. Protegia-se os direitos e liberdades dos cidadãos, como a inviolabilidade pessoal, a independência do judiciário e o direito a julgamento legal, liberdade de movimento e de fixação, direito de escolher uma profissão, igualdade dos cidadãos, independentemente de religião e etnia.
Embora tenha sido promulgada pela Grande Assembleia Nacional, a constituição foi suspensa após apenas 55 dias devido à pressão das Grandes Potências Feudais (Turquia, Rússia e Áustria). Hoje, o exemplar original do documento está guardado nos Arquivos Nacionais da Sérvia.

## Contexto

### Guerra e autonomia
A Guerra Revolucionária começou como um levante local contra o usurpador Dahija em 1804, após a assembleia em Sretenje, em Orašac, onde Đorđe Petrović Karađorđe foi eleito líder. Durante o Primeiro Levante Sérvio, foram elaborados três atos constitucionais. O primeiro em 1805, o segundo em 1808 e o último em 1811. O ato escrito em 14 de dezembro de 1808 representa o primeiro ato escrito e formal de organização independente da Sérvia. Esse ato aboliu formalmente a nahija e a autogestão, estabelecendo um sistema centralista de administração. O período de administração mista sérvio-turca, que durou de 1815 a 1830, foi marcado pela supressão gradual das autoridades turcas e pela concentração de poder nas mãos de Miloš Obrenović. As autoridades turcas eram representadas pelo belgradense Paxá ou Vizir, o Kadija e o Muselli, enquanto as autoridades sérvias eram representadas pelo Supremo Príncipe da Sérvia, pelo Gabinete Popular e outros, e, desde 1820, tribunais sérvios especiais foram estabelecidos. Em outubro de 1826, o Império Otomano, pressionado pelo novo imperador russo, foi forçado a aceitar a conclusão das chamadas convenções de Akerman. O quinto artigo da Convenção estipulava que a Porta aplicaria imediatamente as disposições, do oitavo item do Tratado de Paz de Bucareste, relativas ao povo sérvio.
Sentindo a agitação das massas populares, o príncipe prometeu reformas legislativas e administrativas significativas na Assembleia de 1 de fevereiro de 1834.

## A revolta de Mileta
A ausência de um sistema estatal e de um tribunal na Sérvia era muito notada, bem como o número de funcionários humilhados, que eram espancados. Não estavam dispostos a suportar o comportamento do príncipe Miloš e de seus assessores mais próximos. Além disso, Miloš ainda evitava organizar o conselho, de acordo com a constituição de 1830, embora fosse obrigado a isso. Apesar de ter abolido formalmente as relações feudais para os camponeses, o príncipe Miloš ainda mantinha certas obrigações feudais, o que quase lhe custaria o reinado mais tarde. Sentindo a agitação do povo, o príncipe prometeu reformas legislativas e administrativas na Assembleia de 1 de fevereiro de 1834. Também apresentou um esboço de constituição e, antes de tê-la redigido, nomeou cinco ministros. Nomeou Lazar Teodorović como Ministro da Justiça e Educação, Đorđe Protić como Ministro do Interior, Koca Marković como Ministro das Finanças, Toma Vučić Perišić como Ministro do Exército e, como Ministro das Relações Exteriores, Dimitrije Davidović. No entanto, ele não especificou suas funções em nenhum decreto. Como Miloš continuava agindo do mesmo modo, seus opositores acreditavam que ele só faria algo se houvesse uma demonstração clara de revolta. Assim começou a conspiração contra o príncipe. No início de janeiro de 1835, em Kruševac, na casa de Stojan Simić, firmou-se um acordo entre os opositores: Milosav Zdravković Resavac, Mile Radojković, Đorđe Protić, Milutin Petrović Era (irmão de Hajduk Veljko) e Avram Petronijević. O pacto estabelecia a apresentação de exigências ao príncipe Miloš, bem como o emprego de meios violentos se ele se recusasse a atendê-las. Na reunião, alguns sugeriram matá-lo, outros defendiam depor e expulsar, porém prevaleceu a ideia de Mileta Radojković, de quem a revolta herdou o nome — revolta de Mileta — de restringir o poder do príncipe Miloš pela constituição, abolir o kulak, conceder ao povo o direito de usar as florestas e, o mais importante, para comerciantes sem direitos, abolir o monopólio do comércio. Quando chegou o momento de agir, Simić reuniu poucas pessoas de Kruševac, enquanto os outros não conseguiram agrupar ninguém. Apenas Mileta Radojković levou um grande número de pessoas de Jagodina a Kragujevac. Quando os revolucionários chegaram perto de Kragujevac, foram recebidos por uma multidão de pessoas a quem Petronijević fez um discurso inflamado acusando o príncipe Miloš de agir como paxá e impor ao povo seu estado como sua propriedade hereditária. Os revolucionários foram recebidos por Toma Vučić Perišić, que se posicionou em defesa do príncipe Miloš, mas deixou um exército de 150 cavaleiros para cuidar do capitão Petar Tucaković, evitando conflito até saber os motivos da rebelião. Enquanto isso, os rebeldes em Kragujevac sugeriam atacar Požarevac (onde se encontrava o príncipe Miloš), mas Mileta ainda persistia em limitar a autoridade do príncipe. Vučić concordou em ser mediador e transmitiu a notícia ao príncipe, que chegou a pensar em fugir. Miloš decidiu, provavelmente após o discurso de Vučić, alcançar um acordo definitivo com os líderes da revolta popular. Assustado com essa revolta, o príncipe Miloš resolveu publicar uma constituição e instaurar um Conselho de Estado após a reunião. Ele encarregou Dimitrije Davidović de elaborar a constituição e convocou a Assembleia em 2 de fevereiro / 14 de fevereiro de 1835.

## Promulgação da Constituição
A constituição foi redigida por Dimitrije Davidović, tendo como modelo a Constituição francesa de 1791 e as cartas constitucionais de 1814 e 1830, bem como a constituição belga de 1831. Ele apresentou um breve esboço da Constituição dos EUA na "Serbian Gazette" nº 15, de 25 de abril de 1835. Cunhou um novo termo para a constituição, substituindo o antigo termo sérvio "конштитуција". Em um principado semiautônomo, Davidović redigiu o ato jurídico supremo de uma organização liberal de forma muito progressista, e a Constituição foi dividida em 14 capítulos e 142 artigos. A Constituição dividiu o poder em ramos legislativo, executivo e judiciário. O poder legislativo e executivo pertencia ao príncipe e ao Conselho de Estado, enquanto os tribunais eram independentes. O poder executivo era exercido por seis ministros, e o presidente do Conselho também presidia as sessões ministeriais. Em 2 de fevereiro de 1835, segundo o novo calendário, em 14 de fevereiro, uma Constituição de Sretenje foi aprovada nos prados do príncipe em Kragujevac e diante de 2,5 mil participantes e 10 mil curiosos; em seguida, o príncipe foi erguido pelas mãos do povo, enquanto a votação já havia sido realizada nos distritos sem uma audiência principal. No dia seguinte, a constituição foi lida e publicada de forma solene, com bandeiras e música cerimonial, a guarda de cavalaria e infantaria do príncipe e a presença da alta cúpula do estado e dos delegados. À noite, houve um espetáculo de fogos de artifício e uma apresentação teatral.

## O desfecho da Constituição
A Constituição vigorou apenas por 14 dias (55 dias). Os maiores impérios europeus (Rússia, Turquia, Áustria, Prússia), assim como muitos estados menores, não possuíam Constituições na época, nem as adotaram em tempo hábil. Por isso, todos se opuseram e concordaram que a Constituição era revolucionária e contrária à sua ordem feudal. Em 11 de abril de 1835, a Constituição foi revogada.